# Edward Bird
Edward Bird, angleški slikar, * 1772, † 1819.